# Challenger de Oeiras Indoor 2024
El torneo Oeiras Indoors 2024 fue un torneo de tenis perteneció al ATP Challenger Tour 2024 en la categoría Challenger 50. Se trató de la 3ª edición; el torneo tuvo lugar en la ciudad de Oeiras (Portugal), desde el 1 hasta el 7 de enero de 2024 sobre pista dura bajo techo.

## Jugadores participantes del cuadro de individuales
| Favorito | País                | Jugador         | Rank1 | Posición en el torneo |
| -------- | ------------------- | --------------- | ----- | --------------------- |
| 1        | Bandera de Portugal | Henrique Rocha  | 246   | Primera ronda         |
| 2        | Bandera de Portugal | João Sousa      | 249   | Cuartos de final      |
| 3        | Bandera de Portugal | Cem İlkel       | 255   | Segunda ronda         |
| 4        | Bandera de Francia  | Maxime Janvier  | 258   | Primera ronda, retiro |
| 5        | Bandera de Bulgaria | Adrian Andreev  | 265   | Primera ronda         |
| 6        | Bandera de Francia  | Valentin Royer  | 276   | Semifinales           |
| 7        | Bandera de Francia  | Mathias Bourgue | 278   | Segunda ronda         |
| 8        | Bandera de Bélgica  | Michael Geerts  | 286   | Primera ronda         |

- 1 Se ha tomado en cuenta el ranking del 25 de diciembre de 2023.

### Otros participantes
Los siguientes jugadores recibieron una invitación (wild card), por lo tanto ingresan directamente al cuadro principal (WC):
- João Domingues
- Jaime Faria
- Tiago Pereira

Los siguientes jugadores ingresan al cuadro principal tras disputar el cuadro clasificatorio (Q):
- Jay Clarke
- Kenny de Schepper
- Egor Gerasimov
- Alastair Gray
- Noah Rubin
- Samuel Vincent Ruggeri

## Campeones

### Individual Masculino
- Maks Kaśnikowski derrotó en la final a  Gastão Elias por 7–6(1), 4–6, 6–3

### Dobles Masculino
- Jay Clarke /  Marcus Willis derrotaron en la final a  Théo Arribagé /  Michael Geerts por 6–4, 6–7(9), [10–3]